# Савка Дабчевич-Кучар
Са́вка Да́бчевич-Ку́чар (хорв. Savka Dabčević-Kučar, нар.6 грудня 1923, Корчула, Королівство сербів, хорватів і словенців — 6 серпня 2009, Загреб, Хорватія) — хорватська політична діячка, економістка, голова Виконавчої ради (уряду) Соціалістичної Республіки Хорватії в 1967—1969 роках, голова ЦК Союзу комуністів Хорватії в 1969—1971 роках. Була провідною постаттю Хорватської весни, а також першою жінкою прем'єр-міністром не тільки в Хорватії і колишній Югославії, а й на всьому центральноєвропейському просторі.

## Родина
Батько Антун Дабчевич, юрист, хорват з Доброти (Которська затока), нащадок давнього місцевого приморського роду судновласників і капітанів (Дабчевичі, Івановичі, Луковичі). За співучасть у спаленні угорського прапора у Загребі в 1895 першокурсника філософського факультету Антуна Дабчевича було віддано до суду і покарано забороною навчатися в Загребському університеті. Згодом він закінчив юридичний факультет Віденського університету. Працював юристом, міським головою (Бенковац, Задар, Корчула), а пізніше радником бана (Дубровник, Спліт). Через розбіжності з владою достроково пішов у відставку (1934 р.).
Мати Марія Мілєнка Новак (до шлюбу Денегрі), хорватка, закінчила середню школу і деякий час працювала службовицею.
Чоловік — дипломований гірничий інженер Анте Кучар, хорват, який народився у Болі (острів Брач) і походив по материнській лінії з трогірської сім'ї суднобудівників (Калебота), а по батьківській — (Чулар-Кучар) із Унешича в далматинській Загорі.
Дві дочки: одна здобула докторський ступінь з хімії, друга — захистила докторську з фізики.

## Ранні роки
Савка Дабчевич-Кучар у 1941 р. закінчила жіночу реальну гімназію в Спліті, де була наймолодшою серед випускниць. Вже гімназисткою проявила багатогранність інтересу і таланту (література, психологія, філософія, мистецтво, історія). У вересні 1943 року вступила в партизани. Після війни зарахована до Економічної вищої школи (пізніший факультет економічних знань Загребського університету) на 1945—1946 навчальний рік. У 1946 р. вирушила на навчання до СРСР у Ленінград, де закінчила два курси на фінансово-економічному факультеті. У червні 1948 р. через розрив стосунків між Тіто та Сталіним повертається в Загреб, де продовжує навчання на факультеті економічних знань. Здобуває диплом у грудні 1949 р.

## Штрихи до політичного портрету
Дабчевич-Кучар увійшла в хорватську політику наприкінці 1960-х років як представниця реформістського покоління Союзу комуністів Хорватії.
У 1967—1969 рр. вона була прем'єр-міністеркою уряду Хорватії, тоді ще югославської республіки. На цій посаді їй довелося зіткнутися, з одного боку, зі студентським рухом, який вимагав більшої демократизації країни, а з іншого боку — з консервативними представниками Югославської Народної Армії, які боялися політичних змін і всіляко їм протидіяли.
У 1969—1971 рр. займала посаду керівниці Центрального комітету Союзу комуністів Хорватії. У грудні 1971 р., в розпал Хорватської весни її розкритикував Йосип Броз Тіто, після чого вона, взявши весь удар на себе, була змушена піти з ЦК і політичного життя Хорватії.
Повернулася в політику після введення багатопартійної системи правління в країні. У жовтні 1990 року разом з однодумцями вона створила демократичну хорватську партію центру — Хорватську народну партію. Стала першою головою ХНП, обраною таємним голосуванням у січні 1991 року. Ще двічі обиралася головою партії, другий раз на альтернативній основі. Звільняється з цієї посади за власним бажанням у листопаді 1994 року. Обиралася в керівні партійні органи та почесною головою ХНП, якою залишалася до самої смерті.
Савка Дабчевич-Кучар висувалася на посаду президента Хорватії на виборах 2 серпня 1992 року і як кандидатка у президенти отримала 6 % голосів. У своїй політичній діяльності послідовно обстоювала суверенітет і незалежність Хорватії та зміцнення демократії, ринкової економіки з соціальними елементами і хорватську інтеграцію в європейські інститути.
Під час сербської агресії проти Хорватії як опозиційний партійний вождь брала активну участь у діях, які зміцнювали міжнародне становище Хорватії і її оборонні сили. Протягом війни була серед невеликого числа політиків, які відвідали передову лінію фронту в Славонії, Петріні, Покупському, далматинській глибинці тощо.
Як член ХНП потрапляє в хорватський парламент 7 вересня 1992 року і до 28 листопада 1995 року залишається депутаткою хорватського парламенту. Була членом Комітету з економіки та порушила в комітеті і на парламентських засіданнях багато питань швидшого і ефективнішого економічного розвитку та приватизації шляхом розподілу акцій. Критикувала поточну економічну політику з багатьох питань, а також висувала багато конкретних і цінних пропозицій.
Входила до складу Комітету з іноземних справ парламенту та Виконавчого комітету Міжпарламентського союзу (МПС) Сабору Республіки Хорватії. За час своїх депутатських повноважень була представницею Хорватії на міжнародних зустрічах жінок-парламентарок, де висвітлює хорватські проблеми, особливо в зв'язку з сербською агресією та її наслідками для Хорватії. Входила до делегації уряду Хорватії на Міжнародному конгресі жінок у Пекіні у вересні 1995 року.
Як член комітету у закордонних справах парламенту, була членом багатьох парламентських делегацій за кордоном, учасницею перемовин у Раді Європи в Страсбурзі, два рази, коли йшлося про прийняття Хорватії в Раду, та завжди аргументовано відстоювала державні інтереси Хорватії.
У 1995 році розчарована ходом і результатами виборів Савка Дабчевич-Кучар пішла у відставку з посади голови Народної партії.